# Kevin John Martin
Kevin John Martin, britanski general, * 1890, † 1958.